# هاري بلوم (كاتب)
هاري بلوم (بالإنجليزية: Harry Bloom)‏‏ (1 يناير 1913 في جوهانسبرغ - 28 يوليو 1981 في كانتربيري)؛ صحفي، وروائي من جنوب أفريقيا.